# 246
Het jaar 246 is het 46e jaar in de 3e eeuw volgens de christelijke jaartelling.

## Gebeurtenissen

### Europa
- Keizer Philippus I ("de Arabier") verdedigt de Donaugrens (limes) tegen invallen van de Germanen en laat de fortificaties versterken.